# Decenario (funcionario)
El decenario (en francés dizenier o dizainier) era en varias ciudades de Francia un tipo de funcionario municipal que existió durante la Edad Media, el Renacimiento y la Edad Moderna. El origen de este cargo se remonta a un capitular de Carlomagno emitido en 781.
En París, era un oficial de policía que dependía de un jefe llamado cincuentenario. Cuando un decenario tenía conocimiento de haberse cometido un crimen, lo manifestaba inmediatamente al comisario de su respetivo distrito, para que éste efectuase las diligencias del caso.